# Bryce Bayer
Bryce Bayer (ur. 15 sierpnia 1929 w Portland, zm. 13 listopada 2012 w Bath) – amerykański naukowiec, długoletni pracownik Kodaka, wynalazca filtru Bayera.

## Życiorys
Urodził się w Portland 15 sierpnia 1929. W Portland w 1947 ukończył Deering High School, w czasie nauki w szkole średniej zainteresował się fotografią.  W 1951 otrzymał tytuł magistra fizyki inżynieryjnej z University of Maine, w 1960 otrzymał doktorat w dziedzinie industrial statistics z University of Rochester.  Od 1951 pracował w zakładach Kodaka.
Bayer opatentował filtr Bayera w 1976 pracując dla Kodaka.  W późniejszym czasie kontynuował prace nad fotografią cyfrową opracowując szereg algorytmów do obróbki obrazów cyfrowych.
W 2009 Royal Photographic Society uhonorowała Bayera nagrodą Progress Award za jego dokonania. W 2012 za opracowanie filtru Bayera otrzymał Camera Origination and Imaging Medal Award przyznawaną przez Society of Motion Picture and Television Engineers.